# Liste des sites Natura 2000 du Territoire de Belfort
Cet article recense les sites Natura 2000 du Territoire de Belfort, en France.

## Statistiques
Le Territoire de Belfort compte 5 sites classés Natura 2000. 3 bénéficient d'un classement comme site d'intérêt communautaire (SIC), 2 comme zone de protection spéciale (ZPS).

## Liste
| Site                                                                 | Type | Superficie (ha) | Fiche     | Coordonnées                      | Photo |
| -------------------------------------------------------------------- | ---- | --------------- | --------- | -------------------------------- | ----- |
| Étangs et vallées du Territoire de Belfort                           | SIC  | +5 114,         | FR4301350 | 47° 37′ 07″ nord, 6° 57′ 38″ est |       |
| Forêts et ruisseaux du piémont vosgien dans le Territoire de Belfort | SIC  | +4 393,         | FR4301348 | 47° 44′ 24″ nord, 6° 54′ 40″ est |       |
| Forêts, landes et marais des ballons d'Alsace et de Servance         | SIC  | +2 483,         | FR4301347 | 47° 47′ 58″ nord, 6° 47′ 35″ est |       |
| Étangs et vallées du Territoire de Belfort                           | ZPS  | +5 114,         | FR4312019 | 47° 37′ 07″ nord, 6° 57′ 38″ est |       |
| Reserve naturelle des ballons comtois en Franche-Comté               | ZPS  | +2 062,         | FR4312004 | 47° 48′ 02″ nord, 6° 46′ 12″ est |       |